# Эль-Грульо
Эль-Грульо (исп. El Grullo) — город в Мексике, в штате Халиско, входит в состав одноименного муниципалитета и является его административным центром. Численность населения, по данным переписи 2020 года, составила 22 738 человек.

## Общие сведения
Название El Grullo дано по названию травы, растущей на болотах в этой местности.
В 1524 году регион был покорён племянником Эрнана Кортеса, конкистадором Франсиско Кортесом.
В начале 1800-х годов в эту местность прибыли первые переселенцы из Сакапалы, начав строительство асьенды.
В 1830 году поселение окончательно сформировалось и получило название Асьенда-де-Сакате-Грульо.
27 декабря 1962 года Эль-Грульо получил статус города.
Эль-Грульо расположен в 185 км к юго-западу от столицы штата, города Гвадалахара, в 7 км от федеральной трассы 80 по автодороге 429.

## Население
| Год  | Численность | Численность |
| ---- | ----------- | ----------- |
| 2000 | 19 984      | [ 7 ]       |
| 2010 | 20 924      | [ 8 ]       |
| 2020 | 22 738      | [ 9 ]       |